# Буковець (Словаччина)
Буковець (Буківці) (словац. Bukovce) — село в Словаччині, Стропковському окрузі Пряшівського краю. Розташоване в північно-східній частині Словаччини.
Уперше згадується у 1379 році.

## Пам'ятки
У селі є греко-католицька церква святого Дмитра (Деметера) з 1891 року в стилі необароко.
В кадастрі села на північному заході знаходиться василіянський монастир на Буковій Гірці (словац. Buková Hôrka) — на висоті 347 м над рівнем моря, тзв. Буківский монастир з 1683 (1742) року, з церквою святого Дмитра з 1771 року в стилі пізнього бароко, з 1963 року національна культурна пам'ятка.

## Населення
| Рік:            | 1994. | 2004.    | 2014.   | 2024.   |
| --------------- | ----- | -------- | ------- | ------- |
| Кількість осіб: | 489   | 562      | 535     | 554     |
| Різниця:        |       | +14,92 % | -4,80 % | +3,55 % |

| Рік:            | 2023. | 2024.   |
| --------------- | ----- | ------- |
| Кількість осіб: | 550   | 554     |
| Різниця:        |       | +0,72 % |

В селі проживає 555 чол.
Національний склад населення (за даними останнього перепису населення — 2001 року):
- словаки — 91,86 %
- русини — 5,93 %
- українці — 0,51 %

Склад населення за приналежністю до релігії станом на 2001 рік:
- греко-католики — 92,20 %,
- римо-католики — 3,73 %,
- православні — 1,02 %,
- протестанти (еванєлики) — 0,34 %,
- не вважають себе віруючими або не належать до жодної вищезгаданої церкви: — 2,71 %

## Уродженці
- Арсеній Коцак (1737—1800) — русинський філолог, письменник, педагог, церковний діяч.